# Naturns
Naturns (tyskt uttal: [naˈtʊrns], italienska: Naturno [naˈturno]) är en ort och kommun i provinsen Sydtyrolen i regionen Trentino-Sydtyrolen i norra Italien. Den är belägen cirka 40 kilometer nordväst om Bolzano. Kommunen har 6 102 invånare (2024), på en yta av 67,11 km². Enligt 2024 års folkräkning talar 95,78 % av befolkningen tyska, 4,06 % italienska och 0,17 % ladinska som modersmål.

## Orter
Orter (località) i kommunen Naturns med fler än 20 invånare (inom parentes invånarantal 2021):

- Naturns/Naturno (4 469)
- Staben/Stava (263)
- Tabland/Tablà (163)
- Schnals/Senales (21)